# Euphyia undulata
Euphyia undulata är en fjärilsart som beskrevs av Sterneck 1928. Euphyia undulata ingår i släktet Euphyia och familjen mätare. Inga underarter finns listade i Catalogue of Life.